# I fantastici viaggi di Gulliver
I fantastici viaggi di Gulliver (Gulliver's Travels) è un film del 2010 diretto da Rob Letterman.
Basato sul romanzo settecentesco I viaggi di Gulliver di Jonathan Swift, il film vede Jack Black come protagonista nei panni di Lemuel Gulliver, con Catherine Tate nel ruolo della Regina di Lilliput.

## Trama
Lemuel Gulliver lavora come fattorino nella redazione di un grande quotidiano di New York. Gulliver è innamorato di Darcy Silverman, caporedattrice della sezione viaggi, ma non ha il coraggio di dichiararsi e riesce a malapena a rivolgerle la parola. L'arrivo del nuovo assistente Dan, appena ventenne, al quale Gulliver pretende di dare lezioni di vita, mette in evidenza la sua inadeguatezza. Infatti, dopo un solo giorno di lavoro, Dan viene promosso a responsabile dell'ufficio posta, diventando il nuovo superiore di Gulliver e dicendogli brutalmente che non farà mai carriera e non raggiungerà mai alti vertici.
Amareggiato e sfiduciato più che mai, Gulliver decide di andare da Darcy per chiederle di uscire, ma per l'ennesima volta si blocca. Come scusa, prende dei fogli a caso dalla scrivania. A questo punto, gli viene offerto di diventare inviato per l'ufficio viaggi. Al fine di ottenere il lavoro, Gulliver mente, spacciandosi per un grande viaggiatore e scrittore. Darcy, stupefatta, lo prende in parola e gli chiede di portarle un articolo l'indomani mattina. Non sapendo come uscirne, Gulliver scrive un articolo scopiazzando da internet e da guide turistiche.
Sempre più stupita dalle insospettabili capacità letterarie di Gulliver, Darcy gli affida un servizio sul Triangolo delle Bermuda. Gulliver parte per le Bermuda e trova il contatto locale, il quale gli consegna un motoscafo e gli dà le istruzioni per raggiungere il luogo stabilito. Mentre sta navigando, però, Gulliver si trova in mezzo a una tempesta e viene risucchiato da un vortice "al contrario", che sale verso il cielo anziché scendere verso il basso. Sconquassato dall'uragano, Gulliver perde i sensi.
Al risveglio, Gulliver si ritrova steso su una spiaggia, immobilizzato a terra da numerose minuscole funi. Il vortice lo ha portato nella terra di Lilliput, governata dal re Teodoro e popolata da minuscoli esseri umani. Inizialmente, i Lillipuziani, credendolo una bestia feroce, lo rinchiudono in una grotta. Qui, Gulliver stringe amicizia con Orazio, imprigionato perché ha osato corteggiare la principessa Mary, fidanzata al generale Edoardo. Durante un attacco dei nemici Blefuschiani, che hanno appiccato il fuoco al palazzo reale, Gulliver riesce a salvare il re e la principessa urinando sull'incendio e spegnendolo. Da quel momento, viene considerato un eroe e ricoperto di onori.
Gulliver inizia allora a mentire ai Lillipuziani, facendogli credere di essere un eroe, di essere stato presidente degli Stati Uniti e mostrandogli rappresentazioni teatrali di film famosi (ad esempio, Guerre stellari o Titanic), fingendo di essere stato lui a vivere queste esperienze. Per questo motivo, i Lillipuziani sono sempre più adoranti: lo riveriscono come un eroe e gli costruiscono una villa enorme.
Nel frattempo, Gulliver aiuta Orazio a conquistare la principessa, attirandosi l'odio del generale Edoardo, che già non lo vedeva di buon occhio. Inoltre, quest'ultimo viene sostituito da Gulliver, che diventa generale, mentre Edoardo viene declassato a vicegenerale. A quel punto, Edoardo abbassa tutte le difese del regno e i Blefuschiani iniziano ad attaccare.
Chiamato a difendere il regno, Gulliver entra in acqua e, all'inizio, propone ai nemici di dissimulare. Ma poi capisce che deve fare qualcosa. Inizia a usare la pancia per far rimbalzare i proiettili e colpire così i nemici. Poi prende tutte le barche e le lancia via. Contrastato l'attacco, il successo di Gulliver è all'apice: tutti lo amano e lui fa attaccare in città cartelloni che lo ritraggono, come ad esempio uno che lo mostra con in mano un dispositivo che ricorda gli iPad odierni, chiamato "G-pad", oppure un cartellone che lo ritrae nel film Avatar (chiamato "Gavatar"). Ovviamente, coperto di onori, Gulliver non ha intenzione di andarsene, nonostante la sua barca sia stata ritrovata. Inoltre, ha ricevuto dei messaggi da Darcy, che ha scoperto che lui le aveva mentito e gli dice di non tornare.
Visto che Gulliver non ha intenzione di andarsene e convince la principessa a confessare il suo amore per Orazio, Edoardo decide di allearsi con i Blefuschiani. Dopo aver costruito un robot (grazie alle istruzioni su una rivista trovata sulla barca di Gulliver), Edoardo attacca Lilliput. Gulliver stavolta non riesce a difendere il regno e si arrende. Inoltre, decide di svelare la sua vera identità. Infine, viene esiliato da Edoardo sull'isola che i Lillipuziani non hanno il coraggio di visitare. Qui, però, si ritrova lui stesso ad essere minuscolo. Una bambina gigante lo rapisce e lo usa come bambola, ma Orazio lo salva, reputandolo il suo migliore amico e dicendogli che non gli importa di chi sia e delle sue bugie, perché ha davvero salvato Lilliput. Gulliver e Orazio tornano quindi a Lilliput.
Nel frattempo, Darcy, che era dovuta andare di malavoglia a fare l'articolo sul Triangolo delle Bermuda al posto di Gulliver, si ritrova nella stessa situazione a Lilliput (che è stata occupata dai Blefuschiani). Tutti la chiamano "principessa di Gulliver" e la rinchiudono nella grotta, dove sono imprigionati anche il re e la regina.
Gulliver, tornato a Lilliput, salva Darcy e, nel liberarla, le svela finalmente ciò che prova per lei. Poco dopo, Gulliver sfida il robot di Edoardo e, grazie a Orazio, riesce a sconfiggerlo. Lilliput è finalmente libera dal suo nemico. Non solo, Gulliver riesce anche a sedare la voglia di guerra e di violenza tra i due popoli, cantando War di Edwin Starr. Travolti dall'entusiasmo, Darcy e Gulliver si baciano (anche Orazio e la principessa) e tornano a New York.
Nella scena successiva, ambientata un anno dopo, si vede Gulliver che lavora nell'ufficio viaggi appena tornato dalla Papua Nuova Guinea. Va nell'ufficio di Darcy e, nel frattempo, Dan entra con la posta. Con Dan c'è un nuovo impiegato, il quale dice a Gulliver di essere "solo un impiegato della posta". Gulliver lo contraddice: "Non esistono ruoli piccoli, ognuno è grande! Ricorda, esistono solo persone piccole piccole!".
Il film si conclude con Darcy e Gulliver che vanno a pranzo, mentre sull'inquadratura di un articolo appeso al muro si nota che accanto al nome di Darcy Silverman c'è scritto anche Gulliver, facendo intuire che i due si sono sposati.

## Produzione
Dopo un periodo passato sotto fase di studio, nel novembre 2008 la 20th Century Fox annunciò un film per il grande schermo tratto da I viaggi di Gulliver di Jonathan Swift, attualizzato per il pubblico moderno e dalle tonalità più semplicistiche rispetto ai precedenti adattamenti. La data d'inizio riprese fu fissata per il marzo 2009. Le riprese sono poi iniziate venerdì 1º maggio presso il Blenheim Palace, nelle vicinanze di Oxford, dopo aver ottenuto la concessione a girare da parte del duca di Marlborough, proprietario del terreno, dove sono continuate per alcune settimane. Nelle prime due settimane di lavoro, il duca ha annullato tutti i suoi impegni per poter assistere personalmente alle riprese spaziate tra gli 11.500 acri di terreno della residenza, trasformata per l'occasione nel set dell'isola di Lilliput.
Vengono confermati Rob Letterman alla regia, Nicholas Stoller e Joe Stillman alla sceneggiatura e Jack Black come protagonista. L'attrice Emily Blunt era nel pieno delle trattative per il ruolo della Vedova Nera nel film Iron Man 2, ma dovette rinunciarvi quando la Fox, in base ad un accordo precedentemente stipulato, attivò l'opzione pre-pattuita su di lei obbligandola a partecipare al film su Gulliver. Nel frattempo, Chris O'Dowd annunciò di essere stato scritturato nel ruolo di un antagonista originale, ideato appositamente per il film.
Il 23 marzo 2010, la 20th Century Fox annunciò che il film sarebbe stato riconvertito in tridimensionale.

## Promozione
Nel maggio 2010, in occasione della partecipazione del film all'edizione 2010 del festival di Cannes, è stata allestita una maxi locandina raffigurante Jack Black accerchiato dai lillipuziani.
Il 2 giugno è stata pubblicata in rete la prima locandina del film, arrecante la scritta «Black is the new big», seguita due giorni dopo dall'uscita del primo trailer ufficiale.

## Distribuzione
L'uscita del film nelle sale cinematografiche americane era originariamente prevista per  il 4 Giugno 2010, ma l'uscita fu posticipata di sei mesi circa, al 24 Dicembre, salvo poi essere leggermente ritoccata, sistemando la data di distribuzione per il 22 Dicembre.
La 20th Century Fox Italia si è occupata della distribuzione cinematografica italiana, avvenuta il 4 febbraio 2011. Curiosamente, nella versione italiana del film, gli artisti Syusy Blady e Patrizio Roversi hanno prestato la loro voce ai personaggi rispettivamente della Regina Isabella e del Re Teodoro.

## Critica
Il film ha ricevuto recensioni generalmente negative. Il sito aggregatore di recensioni Rotten Tomatoes riporta che il 20% delle 118 recensioni professionali ha dato un giudizio positivo sul film, con una valutazione media di 3,9 su 10. Il consenso critico del sito recita: "Anche se Jack Black è tornato a fare ciò che sa fare meglio, I fantastici viaggi di Gulliver non riescono in gran parte a rendere giustizia al materiale originale, basandosi invece sull'umorismo giovanile e sugli effetti speciali". Su Metacritic il film detiene un punteggio del 33 su 100, basato sul parere di 32 critici, indicando "recensioni generalmente sfavorevoli".
Jack Black ha inoltre ricevuto una candidatura per il Razzie Award al peggior attore protagonista.